# Manfred Löwisch

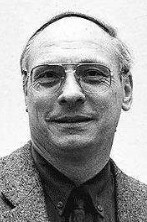
Manfred Löwisch (1991)

Manfred Löwisch (* 8. März 1937 in Jena) ist ein deutscher Rechtswissenschaftler. Von 1991 bis 1995 war er Rektor der Universität Freiburg.

## Biografie
Löwisch studierte von 1955 bis 1959 in Tübingen, Würzburg und München Jura und promovierte 1961 in Tübingen. 1963 und 1964 war er als Richter in Stuttgart tätig und anschließend als wissenschaftlicher Assistent an der Universität Hamburg, wo er sich auch habilitierte. Seit 1969 ist er ordentlicher Professor für Bürgerliches Recht, Wirtschaftsrecht, Arbeitsrecht und Sozialversicherungsrecht an der Albert-Ludwigs-Universität Freiburg. Parallel dazu war er von 1980 bis 1989 Richter am Oberlandesgericht Karlsruhe. Von 1991 bis 1995 war er Rektor der Universität Freiburg. 1991 wurde ihm die Ehrendoktorwürde der Ritsumeikan-Universität in Kyōto verliehen. In den Jahren 2000–2006 war er stellvertretender Vorsitzender des Universitätsrates. Seit seiner Emeritierung 2005 ist er als Rechtsanwalt und Leiter der Forschungsstelle für Hochschularbeitsrecht an der Universität Freiburg tätig. Seine Schwerpunkte sind Arbeitsrecht, Sozialversicherungsrecht und Bürgerliches Recht. Löwisch vertritt zudem als Rechtsinterpret und Anwalt die Arbeitgeberseite in arbeitsrechtlichen und Tariffragen. Bis Oktober 2011 war er für die Stuttgarter Kanzlei Gleiss Lutz tätig.
Löwisch ist Mitglied in der CDU und im Deutschen Hochschulverband. Er ist mit der ehemaligen CDU-Bundestagsabgeordneten Sigrun Löwisch verheiratet. Beider Tochter Henriette Löwisch ist Journalistin und leitet seit 2017 die Deutsche Journalistenschule in München. Der Sohn Georg Löwisch ist ebenfalls Journalist und war seit September 2015 alleiniger Chefredakteur der taz; seit April 2020 ist er Chefredakteur von Christ und Welt.
Er ist Mitglied der Landsmannschaft Ghibellinia Tübingen im CC.

## Veröffentlichungen (Auswahl)
- Die Stellung der Produzentenhändler im Wettbewerbsbeschränkungsrecht. Dissertation, Universität Tübingen, 1961
- Der Deliktsschutz relativer Rechte (= Hamburger Rechtsstudien. Heft 63). De Gruyter, Berlin 1970 (= Habilitationsschrift, Universität Hamburg, 1969).
- Arbeitsrecht. Atzler, Bad Schussenried 1970.
  - 8., neubearbeitete Auflage: Arbeitsrecht: Ein Studienbuch. Werner, Köln 2007, ISBN 978-3-8041-4765-2.
- (mit Hans Galperin) Kommentar zum Betriebsverfassungsgesetz. 2 Bände. 5., neubearbeitete Auflage. Verlagsgesellschaft Recht und Wirtschaft, Heidelberg 1975/76.
- Allgemeiner Teil des BGB: Einführung und Rechtsgeschäftslehre. 6., vollständig überarbeitete und erweiterte Auflage. Beck, München 1997, ISBN 3-406-42976-9.
  - (mit Daniela Neumann) 7., vollständig überarbeitete und erweiterte Auflage. Beck, München 2004, ISBN 3-406-52588-1.